# Harry Baer
Pour les articles homonymes, voir Baer.
Harry Baer, aussi Harry Bär, né Harry Zöttl à Biberach an der Riß (Allemagne) le 27 septembre 1947, est un acteur, producteur et scénariste allemand, connu pour son travail avec le réalisateur Rainer Werner Fassbinder.

## Filmographie

### Au cinéma
- 1969 : Le Bouc (Katzelmacher) de Rainer Werner Fassbinder : Franz
- 1970 : Les Dieux de la peste (Götter der Pest) de Rainer Werner Fassbinder : Franz Walsch
- 1970 : Pourquoi monsieur R. est-il atteint de folie meurtrière ? (Warum läuft Herr R. Amok) de Rainer Werner Fassbinder et Michael Fengler : collègue au bureau
- 1971 : Whity de Rainer Werner Fassbinder : Davy Nicholson
- 1971 :  Prenez garde à la sainte putain (Warnung vor einer heiligen Nutte) de Rainer Werner Fassbinder : Mann der Statistin / David (voix)
- 1971 : Le Marchand des quatre saisons (Händler der vier Jahreszeiten) de Rainer Werner Fassbinder : le second candidat
- 1972 : Cette nuit ou jamais (Heute nacht oder nie) de Daniel Schmid
- 1972 : Ludwig, requiem pour un roi vierge (Ludwig - Requiem für einen jungfräulichen König) de Hans-Jürgen Syberberg : Ludwig II
- 1973 : Zahltag
- 1975 : Das Tal der tanzenden Witwen : Bogdan Witkow
- 1975 : Le Droit du plus fort (Faustrecht der Freiheit) de Rainer Werner Fassbinder : Philip
- 1976 : Auf Biegen oder Brechen
- 1976 : L'Ombre des anges (Schatten der Engel) de Daniel Schmid : Helfritz
- 1976 : Mister Scarface (I padroni della città) de Fernando Di Leo : Tony
- 1977 : Adolf und Marlene : Luminsky
- 1978 : Despair de Rainer Werner Fassbinder : l'aubergiste
- 1979 : Le Grand Embouteillage (L'ingorgo) de Luigi Comencini : Mario
- 1979 : La Troisième génération (Die Dritte Generation) de Rainer Werner Fassbinder : Rudolf Mann
- 1980 : Palermo (Palermo oder Wolfsburg) de Werner Schroeter : le propriétaire
- 1981 : Lili Marleen de Rainer Werner Fassbinder : Norbert Schultze
- 1981 : Lola : premier démonstrateur
- 1981 : Heute spielen wir den Boß
- 1982 : Die Sehnsucht der Veronika Voss : le maître d'hôtel
- 1982 : Der Westen leuchtet : fan
- 1983 : Der Kleine
- 1983 : Bella Donna
- 1984 : Im Himmel ist die Hölle los : 'Ossi' Sommer
- 1985 : Im Innern des Wals : Hartmann
- 1985 : Westler : Border Guard
- 1986 : Osveta : Harald Kurcijus
- 1987 : Warten auf Marie : Konrad
- 1987 : Helsinki-Napoli  (Helsinki Napoli All Night Long) de Mika Kaurismäki : Man #1
- 1988 : Der Passagier - Welcome to Germany : Grenzbeamter
- 1988 : Le Piège de Vénus (Die Venusfalle) de Robert van Ackeren
- 1988 : La amiga de Jeanine Meerapfel  : l'ami de Raquel à Berlin
- 1989 : Zugzwang
- 1990 : Das einfache Glück : Bulle
- 1991 : Superstau : Neighbour
- 1992 : Die wahre Geschichte von Männern und Frauen
- 1993 : Prinz in Hölleland : Ingolf
- 1993 : Der Kinoerzähler : Herr Kunze
- 1995 : Toms Zimmer : Lottobudenbesitzer
- 1997 : Frost : Mann, der Obdach gewährt
- 2002 : Führer Ex : Friedhelm Kaltenbach
- 2003 : Raid : Mark Hollander
- 2003 : Skifahren unter Wasser : Albert
- 2005 : Max und Moritz Reloaded de Thomas Frydetzki et Annette Stefan : Bayer
- 2006 : Montag kommen die Fenster : Herr Zander
- 2008 : Berlin am Meer : Daniel Finkelsturm
- 2009 : B 96 (route 96) : Gero Breltner
- 2009 : Zwischen heute und morgen : Verleger
- 2010 : Lys : Wachmann
- 2013 : Dirty Young Loose : Hugo
- 2013 : Zones humides (Feuchtgebiete) de David Wnendt : le nouveau compagnon de la mère
- 2013 : Harder und die Göre : Hauptkommissar Bartholomäus Harder
- 2014 : Das Phallometer : 2 Offizier / Second Officer
- 2014 : Coming In : Haushaltshilfe Martin

### À la télévision
- 1970 : Le Café de Rainer Werner Fassbinder (téléfilm)
- 1971 : Pionniers à Ingolstadt (Pioniere in Ingolstadt) de Rainer Werner Fassbinder (film pour la télévision)
- 1973 : Gibier de passage de Rainer Werner Fassbinder (téléfilm)
- 1990 : Rio das Mortes de Rainer Werner Fassbinder (téléfilm)
- 1990 : Salome (téléfilm)